# 扬·托马谢夫斯基
扬·托马谢夫斯基（波蘭語：Jan Tomaszewski，1948年1月9日—），波兰男子足球运动员，司职守门员。他曾代表波兰国奥队参加1976年夏季奥林匹克运动会足球比赛，获得一枚银牌。